# Дом со скульптурами львов
Дом со скульптурами львов — архитектурный памятник, находившийся в Советске. Одно из самых старых зданий города — начало XVI века. Дом получил известность, как резиденция Александра I до заключения Тильзитского мира с Наполеоном I.

## История
В средневековом Тильзите на месте этого дома находился францисканский монастырь. Строительство монастыря началось в 1515 году и на следующий год он уже был открыт. Изначально над зданием монастыря, очень напоминающим крепость (толщина его северной стены составляла 1,63 метра), собирались возвести башню, но вместо этого — снесли сам монастырь, поскольку был он католическим, а в Пруссии активно распространились идеи реформации.
В 1524 году заведение подверглось штурму, монахи были изгнаны, а имущество конфисковано или разграблено. Собственником земли стал город. Таким образом францисканский монастырь в Тильзите просуществовал всего около 10 лет…
После разрушения монастыря на этом месте построили жилой дом, которому достались «в наследство» подвалы с крепкими и красивыми сводами. Владельцем нижней части дома в начале XVI века был Мориц фон Першкау.
Здание простояло четыре века -  облик и собственники его менялись. С 1798 года дом принадлежал жене директора окружного суда Йоханне Шарлотте фон Лош. Ей и довелось быть хозяйкой, когда в доме поселился Александр I во время военных действий против Наполеона.
Здесь Александр I проживал с 25 мая по 14 июня в 1807 году — 21 день.
Когда пришло известие о сокрушительном поражении под Фридландом и последовало отступление русской армии через реку Мемель, Александр I покинул и дом № 21, и Тильзит. Его ставка расположилась в местечке Баубельн.
После заключения перемирия начались переговоры. Они велись на нейтральной территории, которой стала река Мемель. На якорь были поставлены два плота с деревянными павильонами для государей и сопровождающих их лиц. 25 июня, состоялись переговоры между Наполеоном и Александром I, было подписано перемирие между Францией и Пруссией.
Пока Россия заключала с Наполеоном сепаратный мир, на встречи прусский король Фридрих Вильгельм III был допущен лишь в качестве второстепенного лица. Когда условия мира были в основном оговорены, дальнейшие переговоры было решено вести в Тильзите. Для этого город был объявлен нейтральным, и поделён на три части относительно Вассерштрассе (улицы Мамина-Сибиряка): западную французскую, среднюю русскую до моста через Тильже и восточную прусскую за мостом.
Позднее, в 1811 году, владельцем дома стал купец Готфрид Хинтц. Помещения сдавались в аренду, и какое-то время в 20-е годы XIX века верхние комнаты занимала масонская ложа «Луизы чистосердечной», а в 80-е годы в здании размещался отель «Норд». С середины XIX века дом арендовала семья Шульц, имевшая поначалу столярную мастерскую, а затем мебельную фабрику. Владельцем другой мебельной фабрики — Францу Перлебаху суждено было в ХХ столетии стать последним довоенным собственником дома. Нижний этаж Перлебах занял под мебельный магазин, импозантный интерьер которого просматривался сквозь большие витрины, завлекая покупателей.

## Описание
Судя по довоенной фотографии, двухэтажное здание являло собой органический синтез архитектуры и скульптуры и выглядело празднично.
Скорее всего, дом был похож на виллу каким-то образом попавшую в тесную городскую застройку для комфортного проживания богатой семьи с большими претензиями, не отступая ни на йоту от линии застройки, не нарушал градостроительной темы улицы.
Центр фасада был выделен глубоким ризалитом, завершённым фронтоном. Особенно памятными многим поколениям горожан стали каменные львы, охранявшие парадный вход.
Главному входу создавал впечатление загадочности неотесанный камень, который обрамлял овальный портал, а в глубине — таинственно пряталась деревянная дверь в дом.
Над входом находился эркер с больших окном, по сторонам которого располагались статуи с изображением человеческих фигур в полный рост. Пластическое убранство фасада включало в себя и треугольный сандрик над окном эркера, и картуш, — ещё выше над сандриком, и гирлянды.
Оформление эркера выполнено с применением архитектурных элементов классического стиля: архитрава и кариатид, пилястр и пластичного декора в виде полувеночков. Эркер с окном в мелкую расстекловку и роскошный карниз придавали зданию неповторимый, запоминающий облик.
На фронтоне, с каменными шпилями по краям, размещалась скульптурная группа, персонажи которой были объединены в характерную для классицизма пирамидальную композицию. Женская фигура в центре держала в правой руке поднятый кадуцей (керикион) — магический жезл и атрибут Гермеса. Искусство той поры часто обращалось к иносказаниям, и образ Гермеса иногда замещался женской фигурой, символизирующей мир, согласие и доброе правление.

## Современное состояние
Во время войны здание было сильно повреждено, в советское время было не восстановлено, а окончательно разобрано. В данный момент на этом месте находится пустырь перед швейной фабрикой, но под грунтом, наверняка, сохранились старинные подвалы.
Один из двух скульптурных львов, стоявших у входа, был спасен и сейчас хранится в музее истории города.